# Włochatka jasna

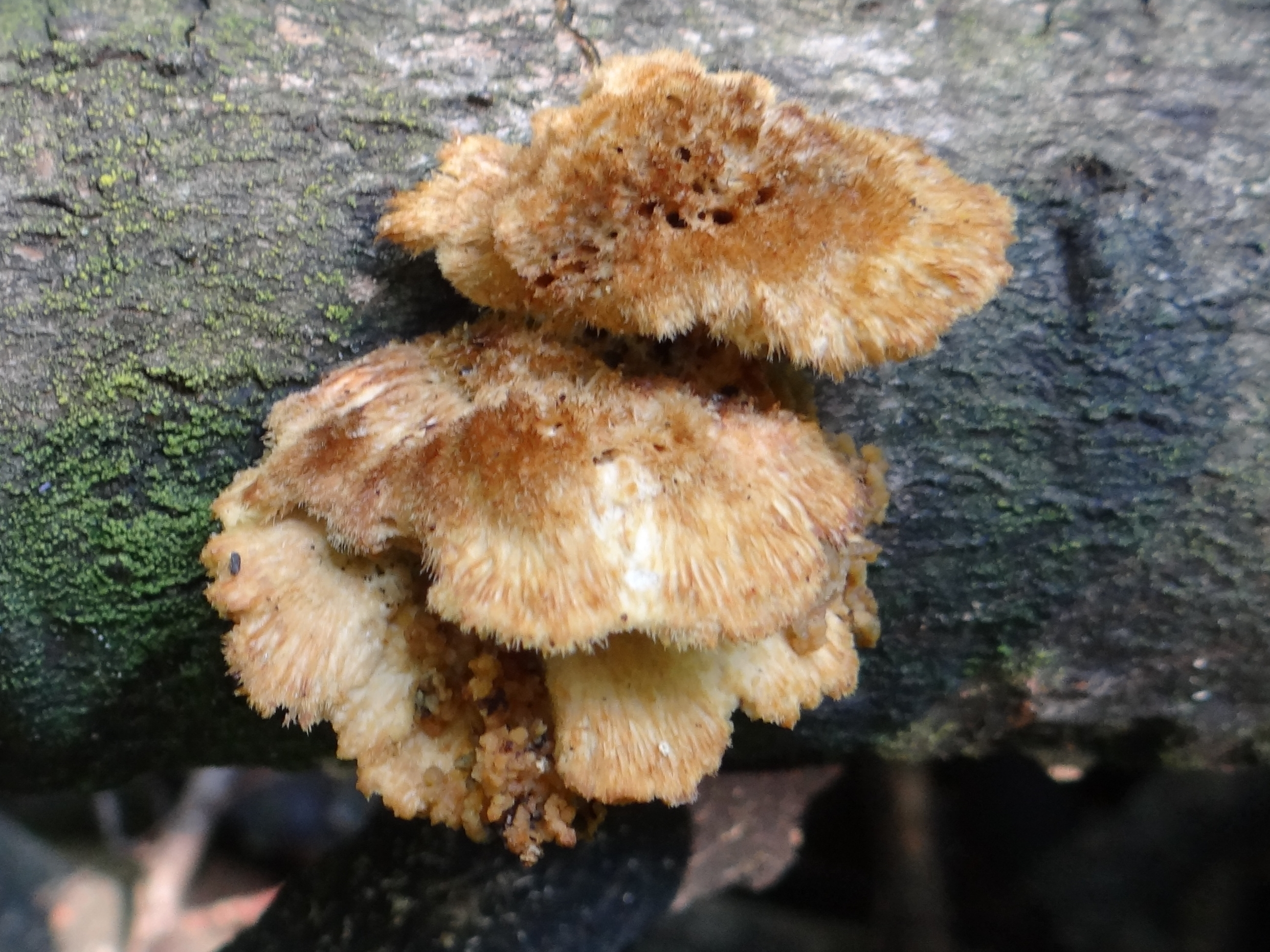

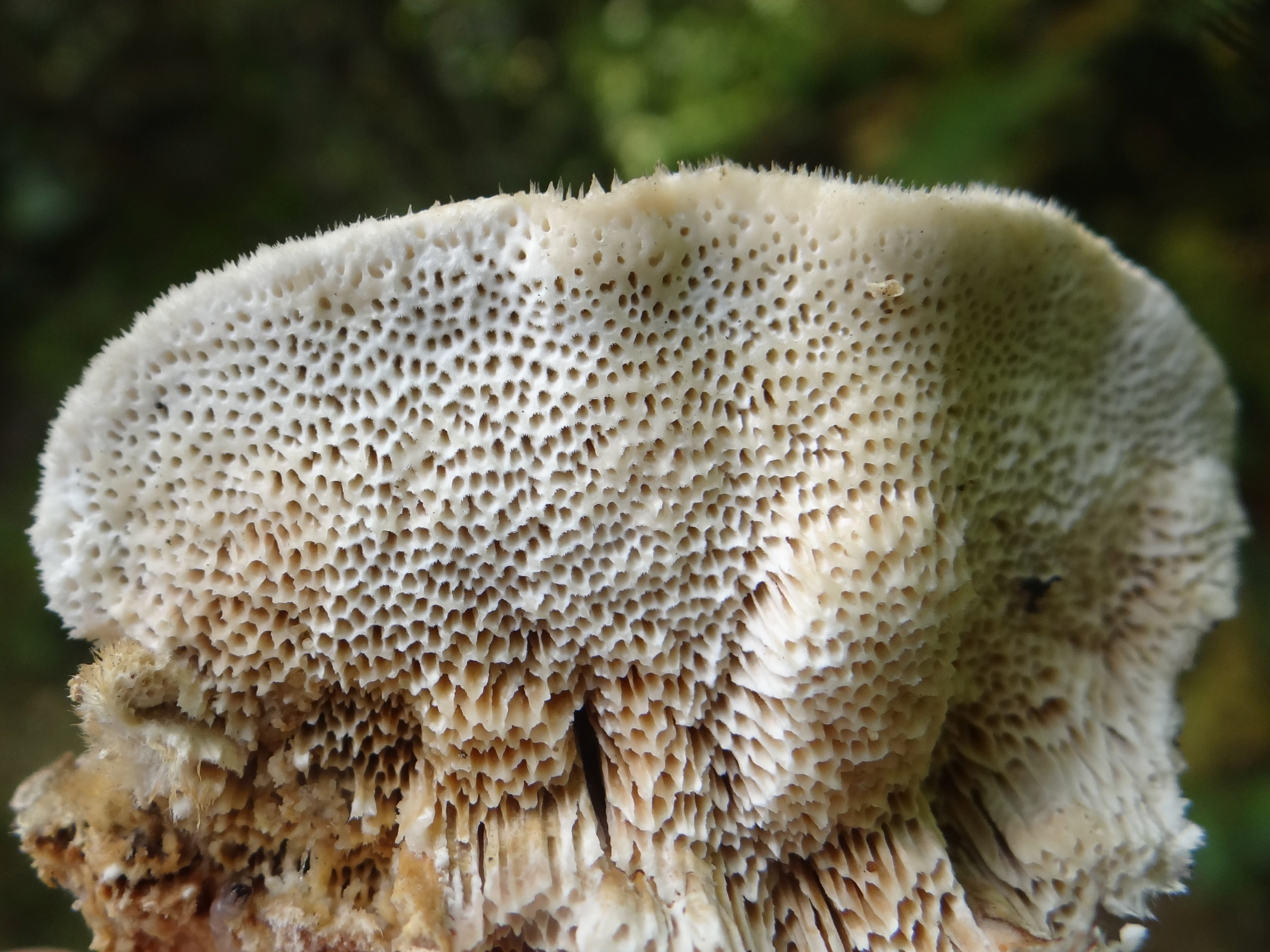
Hymenofor

Włochatka jasna (Trametes trogii Berk.) – gatunek grzybów z rodziny żagwiowatych (Polyporaceae).

## Systematyka i nazewnictwo
Pozycja w klasyfikacji według Index Fungorum: Trametes, Polyporaceae, Polyporales, Incertae sedis, Agaricomycetes, Agaricomycotina, Basidiomycota, Fungi.
Synonimów łacińskich ma ponad 30. Niektóre z nich:
- Coriolopsis trogii (Berk.) Domański 1974
- Funalia trogii (Berk.) Bondartsev & Singer 1941
- Trametella trogii (Bertol.) Domański 1968 var. trogii

Polską nazwę nadał Władysław Wojewoda w 2003 r., wcześniej gatunek ten opisywany był przez Stanisława Domańskiego jako brunatka Trogiusza, inne źródła wymieniają też nazwę brunatka kosmata. Wszystkie te nazwy są jednak niespójne z obecną nazwą naukową,  według Index Fungorum gatunek ten należy bowiem do rodzaju Trametes (wrośniak).

## Morfologia
Owocnik
Jednoroczny, do podłoża przyrasta zazwyczaj bokiem, rzadko tylko jest rozpostarty. Ma półokrągły, wydłużony kształt, szerokość do 12 cm, grubość 2–4 cm, na przekroju poprzecznym ma trójkątny profil (podstawa przyrośnięta jest do podłoża). Górna powierzchnia jest niestrefowana, lub lekko strefowana pokryta włoskami o długości 1–2 mm. Mają białawy kolor, ale na szczycie szarawy lub rdzawobrązowy. Młode owocniki owłosione są jednolicie, u starszych tworzą się kępki nadające owocnikowi szorstki wygląd. Brzeg owocnika ostry. Hymenofor rurkowy. Pory dość duże, na jednym cm mieści się ich 15–20. Mają kolor ciemnego miodu. Rurki maj długość do 1 cm. Miąższ jest wyraźnie promieniście włóknisty, barwy blado szaro-ochrowej. Po wyschnięciu blaknie, pod działaniem KOH zmienia barwę na ciemnobrązową.
Cechy mikroskopowe
Strzępki generatywne cienkościenne ze sprzążkami, rzadko rozgałęzione, nieamyloidalne. Mają średnicę (2) 2,3–2,5 (4) μm. Strzępki w miąższu są ułożone promieniście, strzępki w zewnętrznych warstwach owocnika są grubościenne (ścianki o grubości do 2 μm) i lekko amyloidalne. Podstawki grubościenne, z 4 sterygmami. Mają rozmiar 18–23 × 6–7,5 μm. Cystyd brak. Zarodniki cylindryczne, bardzo cienkościenne i nieamyloidalne. Mają rozmiar 6,9–9 × 2,5–3,5 μm.

## Występowanie i siedlisko
Występuje tylko na półkuli północnej: w Ameryce Północnej, Europie i Azji. W Europie jest szeroko rozprzestrzeniony, ale nie we wszystkich krajach występuje – nie zanotowano go w Anglii i Danii. Częściej występuje w cieplejszych rejonach, na Półwyspie Skandynawskim jest bardzo rzadki Również w Polsce jest nieczęsty.
Saprotrof rosnący na martwym drewnie. Najczęściej występuje na topolach i wierzbach, ale notowano jego występowanie także na wielu innych gatunkach drzew liściastych (klon, brzoza, buk, dąb i wiąz). Na drzewach iglastych występuje bardzo rzadko i tylko na Ukrainie odnotowano przypadek występowania na sośnie. Powoduje białą zgniliznę drewna.

## Gatunki podobne
Podobnie owłosiony i podobnej barwy jest wrośniak szorstki (Trametes hirsuta), ale ma cieńszy owocnik i drobniejsze pory.